# Hillerse
Hillerse là một đô thị thuộc the huyện Gifhorn, trong bang Niedersachsen, Đức. Đô thị này có diện tích 24,09 km². Đô thị này thuộc Samtgemeinde Meinersen.